# المنتدى الروماني في بيروت
يقع المنتدى الروماني في بيريتوس في (بيروت الحالية)، لبنان. وقد اُكتشف عند العثور على واجهة مبنى روماني عام 1994، أثناء عملية بناء مكاتب برلمانية، مما كان له دلالة على وجود منتدى روماني.

## الكشف عن الموقع
كشفت الحفريات الأثرية التي جرت أثناء بناء المكاتب البرلمانية في 1994، عن الواجهة الشمالية لمبنى روماني عام. أظهرت الأعمدة والواجهات المزينة المُكتشفة للمنتدى عن مدى قوة المدينة وازدهارها. فقد حدد فناء معبد نهاية الجزء الجنوبي من المنتدى، في حين أحاط مجمع حمامات كبير جناحه الشمالي. وبعد زلزال بيروت في 551 م، جرى ترميم المباني العامة للمنتدى جزئياً. ظل جزء من مجمع الحمامات في الخدمة حتى القرن العاشر. كما استمر استخدام طريق كاردو ماكسيموس، الشارع الرئيسي في المدينة خلال العصر الروماني، عبر سوق النجارين حتى عام 1934. وأزيل في العصر الحديث لإفساح المجال أمام تنفيذ مشروع ميدان ايتوال المصمم على شكل نجمة. وفي أوائل سبعينيات القرن العشرين، فُككّ برج الساعة في ميدان إيتوال للسماح بالتنقيب الأثري عن الموقع. حيث اُكتُشفّت العديد من الأعمدة الرومانية. التي لا تزال سليمة حتى اليوم تحت برج الساعة، الذي أُعيد بناؤه عام 1998 أثناء إعادة إعمار بيروت بعد الحرب.

## التسلسل الزمني للموقع
- 551 م: جرى ترميم المباني العامة للمنتدى جزئياً بعد الزلزال.
- العصر الروماني: ظل طريق كاردو ماكسيموس، الشارع الرئيسي في المدينة، مُستخدماً عبر سوق النجارين حتى عام 1934.
- القرن العاشر الميلاي: ظل جزء من مجمع الحمامات في الخدمة حتى ذلك الوقت.
- 1934: أزيل طريق كاردو ماكسيموس لبناء ميدان ايتوال.
- أوائل السبعينيات: فُككّ برج الساعة في ميدان ايتوال للسماح بالتنقيب الأثري عن الموقع.
- 1994: كشفت الحفريات الأثرية عن الواجهة الشمالية لمبنى روماني عام.
- 1998: أُعيد بناء برج الساعة أثناء إعادة إعمار بيروت بعد الحرب.